# Luc de Heusch
Pour les articles homonymes, voir Heusch.
Luc de Heusch, né à Bruxelles le 7 mai 1927 et y décédé le 7 août 2012, est un réalisateur, écrivain et anthropologue belge, professeur émérite à l’Université libre de Bruxelles (ULB), docteur honoris causa de l’université Marc Bloch de Strasbourg et membre de l’Académie royale des sciences, des lettres et des beaux-arts de Belgique.

## Biographie
Luc de Heusch est titulaire d'un diplôme en Sciences Politiques et Coloniales délivré par l'ULB. Sa thèse de doctorat (ULB 1955) porte sur le symbolisme de l'inceste royal en Afrique Centrale.  

### Cinéma
En 1947 et 1948, Luc de Heusch débute au cinéma comme assistant d’Henri Storck. 
Luc de Heusch est président du Fonds Henri Storck. Il a fréquenté régulièrement les festivals de cinéma documentaire et la Cinémathèque royale de Belgique. 
En 1951, Luc de Heusch se fait connaître sous le pseudonyme Luc Zangrie en tournant, dans une maison abandonnée d’Anderlecht[réf. nécessaire], le seul film du mouvement CoBrA : Perséphone, un essai poétique un peu nébuleux, aux accents surréalistes, renouant avec le cinéma d'avant-garde. Luc de Heusch va devenir comme Henri Storck (dont il est le biographe) et, dans une moindre mesure, Charles Dekeukeleire — un cinéaste documentariste ethnologue presque officiel. Luc de Heusch est souvent comparé à Robert Flaherty et considéré comme le Jean Rouch belge. Il fut secrétaire adjoint du CIFES (Comité International du Film Ethnographique et Sociologique).

### Anthropologie
Il fit ses débuts d'anthropologue comme boursier de l'ULB au Congo puis en 1952 au Rwanda avec son confrère Jacques Maquet en réalisant dans le cadre de l'Institut pour la Recherche Scientifique en Afrique Centrale (IRSAC) des mesures anthropométriques des populations Hutu, Tutsi et Twa et de l'Afrique noire bantoue. 
En 1953–1954, il effectue une recherche chez les Mongo du Kasai pour l’Institut de la recherche scientifique en Afrique centrale (Irsac). 
Il a poursuivi dans le même cadre institutionnel avec des recherches de terrain dans les sociétés hamba-tetela du Congo belge.
De 1955 à 1992, il est professeur d’anthropologie socio-culturelle à l’ULB. Il est spécialisé en africanisme,  en vertu de son expérience et de sa connaissance du Rwanda. 
Proche de Germaine Dieterlen, il participe à Paris aux travaux de son centre au CNRS, LA221 « Système de Pensée en Afrique Noire », dont il devient directeur en 1973.
Luc de Heusch insiste sur le processus historique du clivage entre les deux principales ethnies de ce pays. Il indique également que le Rwanda pré-colonial était une société de classes sociales opposant de manière dichotomique une aristocratie tutsi formée d'éleveurs à une masse paysanne hutu et analyse que cette société de classes devient une société de castes. 
Luc de Heusch publie en 2000 chez Gallimard  Le Roi de Kongo et les monstres sacrés, le troisième volume de ses Mythes et rites bantous, une série inaugurée en 1972 par Le Roi ivre ou L’Origine de l’État. 
L’auteur est fidèle au même principe que dans les deux volumes précédents : découvrir dans le domaine bantou les systèmes de pensée sous-jacents à un certain nombre de pratiques rituelles et les discours susceptibles de les éclairer. En exergue à l’introduction il a placé une déclaration de Merleau-Ponty  : « la structure n'ôte rien à la société de son épaisseur ou de sa pesanteur ». 
C'est l'épaisseur de l'histoire qui l'intéresse de plus en plus dans les analyses, il continue à s'inspirer de la méthode proposée par Lévi-Strauss. Il est persuadé que les structures globales de sociétés voisines peuvent être déchiffrées dans un certain nombre de cas comme système de transformations. Cette fois, pour affirmer la démarche il a choisi d'explorer une aire linguistique et culturelle continue, celle des Kongo d'Afrique centrale, dont certains aspects nous sont connus grâce aux chroniques anciennes du XVIe au XIXe siècle. Le critique a été maintes fois lancée au structuralisme d'être indifférent à la dimension diachronique des sociétés sans écriture. Il salue, dans plusieurs publications, les récents développements de l'ethnohistoire mais il est persuadé qu'elle ferait fausse route si elle avait l'ambition se substituer complètement à l'anthropologie qui, traditionnellement s'est intéressée presque exclusivement à la synchronie et qui ne peut ignorer la diachronie, là où il est possible de la reconstituer. 
Il s'est intéressé aussi à la transe, au sacrifice, à l'anthropologie politique, à l'ethnie et au nationalisme. Il a connu le Rwanda à la fin de l'époque coloniale et lui a consacré divers ouvrages mythologiques. Curieux de la jeune République, il revisita le pays en 1963 et fut épouvanté par la terreur que le gouvernement Hutu faisait peser sur les Tutsi qui n'avaient pas pris la fuite lors des événements tragiques de 1959. Il découvrit avec stupeur le rôle funeste que jouait la coopération militaire belge chargée de mettre sur pied l'Armée nationale rwandaise. Un premier massacre de populations civiles fut perpétré la veille de Noël après le retour en Belgique de Luc de Heusch. Il dénonça devant la Ligue belge des Droits de l'Homme la responsabilité des coopérants militaires belges mais sa voix resta sans écho, d'où sa colère devant le génocide qui se déroula trente ans plus tard et son désir de témoigner par un film accusateur.

### Vie privée
Luc de Heusch s'est marié quatre fois, la première en 1952 avec Marie Storck, fille de son mentor.

## Rayonnement
Ont été ses élèves et sont connus aujourd'hui :
- Philippe Jespers, professeur émérite de l'ULB
- Danielle Jonckers, professeure à l'ULB,
- Pierre de Maret, archéologue, professeur à l'ULB,
- Viviane Baeke, anthropologue, conservateur au Musée royal de l'Afrique centrale, Tervuren, Belgique
- Jean-Paul Colleyn, professeur EHESS
- Anne-Marie Losonczy, professeure à l'ULB
- Paul Jorion, professeur invité à la VUB

Selon Paul Jorion, Luc de Heusch était « d’une droiture intellectuelle et politique sans faille, ennemi déterminé de toutes les exigences de la Realpolitik et de tous les conformismes de la pensée. »

## Filmographie sélective
- 1951 : Perséphone
- 1955 : Fête chez les Hamba. (nouvelle version en 1998)
- 1956 : Rwanda, tableaux d’une féodalité pastorale
- 1957 : Les Gestes du repas.
- 1958 : Six mille habitants
- 1960 : Magritte ou leçon de choses.
- 1961 : Les Amis du plaisir.
- 1967 : Jeudi on chantera comme dimanche (long métrage de fiction).
- 1968 : Libre examen.
- 1970 : Alechinsky d'après nature.
- 1972 : Dotremont - les-logogrammes.
- 1984 : Sur les traces du renard pâle.
- 1985 : Sarah et Gaëlle ou les aventures du chasseur de lapins bruns.
- 1990 : Je suis fou, je suis sot, je suis méchant : autoportrait de James Ensor.
- 1995 : Les amis du Plaisir, trente ans après
- 1996 : Une république devenue folle (Rwanda, 1894-1994).
- 1999 : Quand j'étais Belge
- 2004 : Ostende 1930.